# Aeropuerto de Chipata
El Aeropuerto de Chipata (en inglés: Chipata Airport) es un aeropuerto ubicado en la ciudad de Chipata , Zambia (IATA: CIP, OACI: FLCP).

## Aerolíneas y destinos
| Aerolíneas                  | Destinos |
| --------------------------- | -------- |
| Proflight Commuter Services | Lusaka   |

## Aeropuertos más próximos
Aeropuertos cercanos a Chipata:
- Aeropuerto de Mfuwe (77km)
- Aeropuerto de Lilongüe (131km)
- Aeropuerto de Mzuzu (281km)
- Aeropuerto de Lichinga (290km)
- Aeropuerto de Tete Matunda (305km)